# Monitor (tjednik)
Monitor, crnogorski je politički tjednik.

## Povijest
Monitor je pokrenut listopada 1990. godine u tadašnjem Titogradu (suvremena Podgorica). Glavni utemeljitelj bio mu je crnogorski sveučilišni profesor Miodrag Perović, te grupa intelektualaca i biznismena proturežimski orijentiranih u odnosu na službenu i to vrijeme većinsku Crne Gore koja je slijedila velikosrpsku politiku Beograda. Tjednik se suprotstavio velikosrpskoj ratnoj politici, te doktrini nacionalne i kulturne asimilacije Crnogoraca. Zbog toga su članovi redakcije trpjeli velike pritiske, uključujući bacanje bombi na poslovne prostorije i uhićenja, te montirane sudske procese.
Ranih 1990-ih Monitor, iako malotiražan, bio je veoma utjecajan i citiran u zemljama regije i širom svijeta. Najznačajniji autori u Monitoru su bili novinari Miodrag Vukmanović, Vladimir Jovanović i Željko Ivanović. U tjedniku surađivali i hrvatski autori Miljenko Jergović i Miro Glavurtić.
Monitor se retrospektivno smatra temeljem crnogorskog neovisnog novinarstva. Grupa novinara Monitor su utemeljitelji dnevnih novina Vijesti.

## Vanjske poveznice
- Službena stranica